# Ричард Дарлингтон
«Ричард Дарлингтон» (фр. Richard Darlington) — драма, написанная Александром Дюма-отцом совместно с Проспером Губо и Жаком Беденом и впервые поставленная на сцене в 1831 году. Её действие происходит в современной авторам Англии.

## Сюжет
Главный герой пьесы в тот момент, когда баллотируется в английский парламент, узнаёт, что не является сыном доктора Грея: его родила и бросила неизвестная знатная дама. Дарлингтон, потрясённый этим открытием, всё же продолжает политическую карьеру. Он женится из расчёта на Дженни Грей, добивается своего избрания в Палату общин и становится одним из самых влиятельных депутатов. Король предлагает ему титул и руку внучки маркиза да Силвы в обмен на союз. Дарлингтон соблазняется этим, но Дженни отказывается разводиться. Тогда он организовывает похищение жены. Та внезапно появляется в загородном доме, где намечено подписание брачного контракта, и Дарлингтон в состоянии паники сбрасывает Дженни с балкона. Она погибает.
В финале главный герой с ужасом узнаёт тайну своего рождения: леди Уилмор родила его от палача.

## Создание и оценки
Два французских писателя-дилетанта, Проспер Губо (директор пансиона) и Жак Беден (банкир), в 1831 году совместно написали большую часть пьесы «Ричард Дарлингтон», но не смогли придумать финал. Они принесли рукопись Александру Дюма, в то время известному драматургу, прославившемуся в том числе своим умением вдыхать жизнь в чужие неудачные пьесы. Он полностью переписал «Дарлингтона», изначально предполагая, что главную роль сыграет Фредерик Леметр. Дольше всего авторы не могли определиться с тем, что делать с Дженни; уже во время репетиций Дюма предложил: «Выбросьте её из окна».
Пьеса была впервые поставлена на сцене 10 декабря 1831 года в театре Порт-Сен-Мартен. Дарлингтона сыграл Леметр, Дженни — Луиза Нобле. Постановка имела большой успех. По словам Андре Моруа, «нагромождение ужасов действовало на публику: в зале лица зеленели и искажались не меньше, чем на сцене». Позже в своих мемуарах Дюма написал о «Ричарде Дарлингтоне» как об «отличной драме», успех которой был заслуженным.
Литературоведы констатируют, что в этой пьесе Дюма изобразил в крайне неприглядном свете британскую политическую элиту. В послесловии к «Заставе Клиши» писатель отнёс «Ричарда Дарлингтона» к своим республиканским пьесам наряду с «Шевалье де Мезон-Ружем» и «Катилиной».